# Ocotea commutata
Ocotea commutata är en lagerväxtart som beskrevs av Christian Gottfried Daniel Nees von Esenbeck och Carl Daniel Friedrich Meisner. Ocotea commutata ingår i släktet Ocotea och familjen lagerväxter. Inga underarter finns listade i Catalogue of Life.